# Orenberg (Upland)
Der Orenberg bei Willingen im hessischen Landkreis Waldeck-Frankenberg ist eine 702 m ü. NHN hohe Erhebung im Upland, dem Nordostausläufer des Rothaargebirges.

## Geographie

### Lage
Der Orenberg befindet sich im Nordwesten von Nordhessen im Naturpark Diemelsee direkt ostsüdöstlich des Willinger Kernorts. Als südsüdöstlicher Nachbar des Ibergs (720,5 m) erhebt er sich östlich des Ittertals und westlich von dessen Zufluss Aarbach mit dem jenseits des Bachs gelegenen Eideler Berg, dem etwa 700 m hohen Südausläufer des Lüerbergs (713 m).
Unmittelbar südwestlich des teilweise bewaldeten Bergs steht die 1914–1917 erbaute Eisenbahnbrücke Willinger Viadukt („Der Viadukt“,  Wahrzeichen von Willingen), auf der die Uplandbahn die Itter und die B 251 überquert.

### Naturräumliche Zuordnung
Der Orenberg gehört in der naturräumlichen Haupteinheitengruppe Süderbergland (Nr. 33) in der Haupteinheit Rothaargebirge (mit Hochsauerland) (333) und in der Untereinheit Upland (333.9) zum Naturraum Inneres Upland (333.90).

## Skisprungschanzen
Am Nordwestfuß des Orenbergs stehen oberhalb des Ittertals am Ortsrand von Willingen die Orenbergschanzen (Kategorien K 10, K 35 und K 45), deren erste 1937 erbaut wurde und die besonders Nachwuchsspringern als Trainingsschanzen dienen; sie werden auch als Mattenschanzen genutzt.
Etwa 2 km südlich befindet sich am Mühlenkopf nahe dem Willinger Ortsteil Stryck die Mühlenkopfschanze, die hauptsächlich für internationale Wettbewerbe genutzt wird.